# Opere di Sofonisba Anguissola
Quello che segue è un elenco cronologico delle opere di Sofonisba Anguissola, pittrice italiana vissuta tra l'inizio del XVI secolo e l'inizio del XVII secolo, che si specializzò in particolar modo nell'arte della ritrattistica.

## Opere
| Immagine | Titolo                                                                                           | Data                              | Tecnica e supporto                                                          | Dimensioni               | Luogo di conservazione                                                                  | Provenienza/Acquisizioni/Curiosità | N.            |
| -------- | ------------------------------------------------------------------------------------------------ | --------------------------------- | --------------------------------------------------------------------------- | ------------------------ | --------------------------------------------------------------------------------------- | --- | ------------- |
|          | Ritratto di Elena Anguissola (o Ritratto di monaca)                                              | 1551                              | olio su tela                                                                | 68.5 × 53.3 cm           | Southampton City Art Gallery, Southampton, Regno Unito                                  | In passato questo ritratto venne attribuito a Tiziano Vecellio, ma un'iscrizione sul retro riportava il nome di Sofonisba Anguissola e la data del 1551. È la prima opera conosciuta dell'artista e si pensa rappresenti la sorella Elena Anguissola, che si fece monaca | [ 1 ]         |
|          | Autoritratto                                                                                     | c. 1552–1553                      | olio su tela                                                                | 88.5 × 69 cm             | Galleria degli Uffizi, Firenze, Italia                                                  | È il più antico degli autoritratti di Sofonisba Anguissola. Venne acquistato da Cosimo III de' Medici in epoca imprecisata e giunse alla Galleria degli Uffizi nel 1682 come parte della collezione di autoritratti | [ 2 ]         |
|          | Autoritratto                                                                                     | 1554                              | olio su tavola di pioppo                                                    | 19.5 × 14.5 × 0.8 cm     | Kunsthistorisches Museum, Vienna, Austria                                               | Firmato e datato: "Sophonisba Angussola Virgo seipsam fecit 1554" | [ 3 ]         |
|          | Autoritratto alla spinetta ( o Ritratto di donna)                                                | c. 1554–1555                      | olio su tela                                                                | 56.5 × 48 cm             | Museo nazionale di Capodimonte, Napoli, Italia                                          | | [ 4 ]         |
|          | Partita a scacchi                                                                                | 1555                              | olio su tela                                                                | 72 × 97 cm               | Museo Nazionale, Poznań, Polonia                                                        | Raffigura le sorelle Lucia, Minerva, Europa Anguissola e una domestica |               |
|          | Ritratto di canonico lateranense                                                                 | 1556                              | olio su tela                                                                | 57 × 53 cm               | Pinacoteca Tosio Martinengo, Brescia, Italia                                            | Firmato e datato |               |
|          | Ritratto di monaco                                                                               | c. 1556                           | olio su tavola                                                              | 68 × 53.3 cm             | Collezione privata                                                                      | In passato il dipinto venne segnalato nella collezione di Sir Herbert Frederick Cook, terzo Baronetto (1868–1939) |               |
|          | Autoritratto in miniatura                                                                        | c. 1556                           | acquarello verniciato su pergamena, incastonato in un medaglione in metallo | 8.3 × 6.4 cm             | Museo di Belle Arti, Boston, Stati Uniti d'America                                      | Le mani reggono uno scudo ovale con al centro un complesso monogramma del nome di suo padre Amilcare, mentre sul bordo reca inscritto in latino: "Sophonisba Angvssola vir[go] ipsivs manv ex [s]pecvlo depictam Cremonae", cioè che l'artista si è autoritratta davanti allo specchio a Cremona | [ 5 ]         |
|          | Autoritratto al cavalletto                                                                       | c. 1556–1565                      | olio su tela                                                                | 66 × 57 cm               | Castello di Łańcut, Łańcut, Polonia                                                     | |               |
|          | Ritratto di Bianca Ponzoni Anguissola                                                            | 1557                              | olio su tela                                                                | 98.1 × 75.6 cm           | Gemäldegalerie, Berlino, Germania                                                       | La donna ritratta è Bianca Ponzoni, moglie di Amilcare Anguissola e madre dell'artista. Firmato e datato: "Sophonisba/Angusola/virgo/F./15.5.7". Entrò nel museo berlinese nel 1913 | [ 6 ]         |
|          | Ritratto di Massimiliano II Stampa                                                               | 1557                              | olio su tela                                                                | 134.94 × 71.12 × 2.54 cm | Walters Art Museum, Baltimora, Stati Uniti d'America                                    | Si tratta della prima importante commissione di Sofonisba Anguissola, che qui ritrae il giovanissimo Massimiliano II Stampa, III marchese di Soncino | [ 7 ]         |
|          | Ritratto di Giovanni Battista Caselli                                                            | c. 1557–1558                      | olio su tela                                                                | 77.7 × 61.4 cm           | Museo del Prado, Madrid, Spagna                                                         | L'identificazione con Giovanni Battista Caselli, poeta e incisore medaglista di Cremona, è accreditata dalla scritta nel taglio del libro: "rime del casellio". Un tempo decorava la casa cremonese del canonico Pietro Antonio Lanzoni, detto "il Tolentino" | [ 8 ]         |
|          | Autoritratto                                                                                     | 1558                              | olio su tavola                                                              | 13.2 cm di diametro      | Fondazione Custodia a Parigi, Francia                                                   | Firmato e datato. Fu acquistato dalla Fondazione Custodia nel 1951 (inv. 6607). La data del 1558 nel catalogo di vendita del 1951 non è più individuabile nell'iscrizione | [ 9 ]         |
|          | Autoritratto                                                                                     | 1558                              |                                                                             |                          | Galleria di Palazzo Colonna, Roma, Italia                                               | Firmato e datato |               |
|          | Ritratto femminile                                                                               | c. 1558                           | olio su tela                                                                | 63.5 × 54.5 cm           | Museo Poldi Pezzoli, Milano, Italia                                                     | Tradizionalmente ritenuto essere un autoritratto di Sofonisba, negli ultimi tempi altre teorie mettono in dubbio non solo il soggetto ma anche l'autrice (forse opera della sorella Lucia, che raffigura l'altra sorella Minerva). Fu acquistato nel 1895, entrando nelle collezioni del Museo Poldi Pezzoli | [ 10 ]        |
|          | Sacra Famiglia                                                                                   | 1559                              | olio su tela                                                                | 36.7 × 31.9 cm           | Accademia Carrara, Bergamo, Italia                                                      | Firmato e datato: «Sophonisba / Anagussola / Adolescens / P. 1559». Il dipinto entrò a far parte della collezione di Giovanni Morelli, che venne donata per lascito testamentario all'Accademia Carrara nel 1891 | [ 11 ]        |
|          | Bernardino Campi ritrae Sofonisba Anguissola                                                     | c. 1559                           | olio su tela                                                                | 111 × 110 cm             | Pinacoteca nazionale, Siena, Italia                                                     | Fino al 1996 l'abito di lei appariva nero per via di un antico restauro, che voleva nascondere la presenza dell'evidente pentimento del braccio sinistro. Fu restaurato il colore rosso ma tornò così di nuovo visibile anche il duplice arto, così nel 2002 si decise di occultare il primo braccio | [ 12 ] [ 13 ] |
|          | Ritratto di famiglia Anguissola                                                                  | c. 1559                           | olio su tela                                                                | 157 × 122 cm             | Nivaagaard, Nivå, Danimarca                                                             | Sebbene sia considerato uno dei capolavori di Sofonisba, il dipinto è rimasto incompiuto per l'imminente lungo soggiorno in Spagna della pittrice. Raffigura il padre Amilcare, la sorella Minerva e il fratello Asdrubale Anguissola | [ 14 ]        |
|          | Ritratto di Filippo II di Spagna                                                                 | c. 1559–1573                      | olio su tela                                                                | 96.5 × 74.3 cm           | Alcázar di Segovia, Segovia, Spagna                                                     | | [ 15 ]        |
|          | Ritratto di Giovanna d'Asburgo                                                                   | c. 1559–1573                      | olio su tela                                                                | 106 × 81 cm              | Collezione privata                                                                      | L'opera ritrae l'arciduchessa Giovanna d'Asburgo. È stata venduta all'asta (Lot No. 431) da Dorotheum a Vienna nel 2011 per 283.300 € | [ 16 ]        |
|          | Ritratto di Elisabetta di Valois                                                                 | c. 1559                           | olio su tela                                                                | 68 × 54 cm               | Kunsthistorisches Museum, Vienna, Austria                                               | Firmato: "Sofonisba Lomellina et Anguissola. P.". Fu comprato dal Kunsthistorisches Museum nel 1910 | [ 17 ]        |
|          | Ritratto di Alessandro Farnese                                                                   | c. 1560                           | olio su tela                                                                | 107 × 79 cm              | Galleria Nazionale, Dublino, Irlanda                                                    | È un ritratto dell'allora quindicenne Alessandro Farnese di Parma. In passato era attribuito ad Alonso Sánchez Coello, ma studi moderni hanno svelato la vera identità dell'artista. Acquistato nel 1864, è la prima opera di un'artista femminile entrata alla Galleria nazionale d'Irlanda | [ 18 ]        |
|          | Autoritratto                                                                                     | c. 1560–1561                      | olio su tela                                                                | 36 × 29 cm               | Pinacoteca di Brera, Milano, Italia                                                     | Il dipinto fu eseguito agli esordi del suo lungo soggiorno alla corte di Madrid | [ 19 ]        |
|          | Ritratto di Elisabetta di Valois(in foto una copia di Juan Pantoja de la Cruz)                   | 1561                              |                                                                             |                          | Opera perduta. Distrutto da un incendio scoppiato al Palazzo Reale di El Pardo nel 1604 | Questo dipinto era considerato il più bello di quelli che Sofonisba Anguissola fece della sovrana ed era destinato per la galleria del Palazzo Reale di El Pardo, ma fu distrutto nell'incendio del 1604. Intorno al 1605 fu richiesto a Juan Pantoja de la Cruz di farne una copia (qui in foto), da cui ne derivarono poi altre.                                                                              | [ 20 ]        |
|          | Ritratto di Giovanna d'Asburgo e una bambina                                                     | c. 1561–1562                      | olio su tela                                                                | 194 × 108.3 cm           | Isabella Stewart-Gardner Museum, Boston, Stati Uniti d'America                          | Fu commissionato per papa Pio IV nel 1561. Già nella collezione del marchese Fabrizio Paolucci di Calboli a Forlì, fu acquistato da Isabella Stewart Gardner nel 1897 per 15.000-20.000 £ (tramite Bernard Berenson) come Ritratto di Maria d'Austria di Tiziano | [ 21 ]        |
|          | Ritratto di Elisabetta di Valois con in mano un ritratto di Filippo II                           | c. 1561–1565                      | olio su tela                                                                | 206 × 123 cm             | Museo del Prado, Madrid, Spagna                                                         | La regina Elisabetta di Valois tiene in mano una miniatura di suo marito, il cui costume da corte è stato associato al ruolo della regina nella Conferenza di Bayonne, tenutasi nel giugno del 1565, nella quale quest'ultima si incontrò (a nome di Filippo II) con sua madre Caterina de' Medici e suo fratello Carlo IX di Francia. In passato era attribuito ad Alonso Sánchez Coello                       | [ 22 ]        |
|          | Ritratto di Minerva Anguissola                                                                   | c. 1564                           | olio su tela                                                                | 85.09 × 66.04 cm         | Milwaukee Art Museum, Milwaukee, Stati Uniti d'America                                  | In passato era considerato un autoritratto, ma oggi questo dipinto è identificato come un ritratto di Minerva, sorella minore di Sofonisba Anguissola; un indizio sull'identità della donna è dato dall'inclusione della dea Minerva nel medaglione. L'opera fu donata al museo statunitense dalla famiglia di Mrs. Frederick Vogel Jr.                                                                         | [ 23 ]        |
|          | Ritratto di Filippo II di Spagna                                                                 | 1565                              | olio su tela                                                                | 88 × 72 cm               | Museo del Prado, Madrid, Spagna                                                         | Realizzato nel 1565, venne ritoccato nel 1573 dalla stessa Sofonisba per farlo essere conforme al Ritratto della regina Anna d'Asburgo | [ 24 ]        |
|          | Ritratto di Don Carlos(in foto una copia di Alonso Sánchez Coello)                               | c. 1567–1568                      |                                                                             |                          | Ubicazione ignota. Opera perduta                                                        | Sofonisba Anguissola realizzò un ritratto del principe Don Carlos pochi mesi prima della sua morte prematura, ma il dipinto oggi risulta perduto. Di esso se ne fecero numerose copie, come quella fatta da Alonso Sánchez Coello (qui mostrata in foto) | [ 25 ]        |
|          | Doppio ritratto                                                                                  | c. 1570                           | olio su tela                                                                | 72 × 65 cm               | Galleria Doria Pamphilj, Roma, Italia                                                   | |               |
|          | Due giovani principesse                                                                          | c. 1570–1575                      | olio su tela                                                                |                          | Palazzo Reale, Genova, Italia                                                           | Attribuito dubitativamente a Sofonisba. Gli abiti si rifanno alla moda tra il 1565 e il 1575. In passato l'identità delle principessine è stata individuata in Margherita e Maria di Savoia (inv. 1911, 1925, 1950), quest'ultima sostituita anche con Isabella. Il dipinto fu trasferito da Torino tra il 1823 e il 1830 (inv. 1836). Il restauro ha confermato con certezza la datazione al tardo Cinquecento | [ 26 ]        |
|          | Ritratto di tre bambini con un cane (o Ritratto di due sorelle e del fratello dell'artista)      | c. 1570–1590                      | olio su tavola                                                              | 74 × 95 cm               | Corsham Court, Corsham, Regno Unito                                                     | Attribuito a Sofonisba Anguissola. Il dipinto fa parte della Collezione Sanford della Corsham Court, di proprietà della famiglia Methuen | [ 27 ]        |
|          | Ritratto della regina Anna d'Asburgo                                                             | 1573                              | olio su tela                                                                | 86 × 67.5 cm             | Museo del Prado, Madrid, Spagna                                                         | In passato questo ritratto di Anna d'Asburgo è stato a lungo ritenuto opera della bottega di Alonso Sánchez Coello, ma poi attribuito a Sofonisba, che dovette dipingerlo nei mesi precedenti il suo ritorno in Italia nel 1573 | [ 28 ]        |
|          | Ritratto di un principe spagnolo (probabilmente Filippo II di Spagna anacronisticamente bambino) | c. 1573                           | olio su tela                                                                | 59.06 × 48.26 cm         | San Diego Museum of Art, San Diego, Stati Uniti d'America                               | Fu realizzato in Spagna e in passato fu attribuito allo spagnolo Alonso Sánchez Coello. Fu donato al museo statunitense da Anne R. e Amy Putnam nel 1936 | [ 29 ]        |
|          | Ritratto della infanta Isabella Clara Eugenia                                                    | c. 1573                           | olio su tela                                                                | 58 × 50 cm               | Galleria Sabauda, Torino, Italia                                                        | Attribuito | [ 30 ]        |
|          | Pietà                                                                                            | c. 1574–1585                      | olio su tela                                                                | 44 × 27 cm               | Pinacoteca di Brera, Milano, Italia                                                     | Fu acquistata dalla Pinacoteca nel 1909 come di Bernardino Campi, ma si tratta invece di una replica in formato minore di un originale dell'artista ed eseguito dall'allieva di quest'ultimo, Sofonisba, per uso devozionale privato. La datazione è successiva al periodo trascorso da Sofonisba a Madrid | [ 31 ]        |
|          | Ritratto di Francesco I de' Medici, granduca di Toscana                                          | c. 1579                           | olio su tela                                                                | 217 × 146 cm             | Collezione privata                                                                      | Sofonisba Anguissola sposò il suo secondo marito Orazio Lomellini nel 1579 ed è a questa data che si fa risalire l'opera, poiché all'epoca era consuetudine rendere omaggio al proprio sovrano (Sofonisba era suddita di Francesco I all'epoca). Fu venduto all'asta (n.35) da Sotheby's a Londra nel 2011 per 61.250 £                                                                                         | [ 32 ]        |
|          | Ritratto di giovane dama                                                                         | c. 1580                           | olio su tela                                                                | 106 × 67.5 cm            | Museo Lázaro Galdiano, Madrid, Spagna                                                   | Attribuito a Sofonisba Anguissola, forse ritrae una giovane Eleonora de' Medici | [ 33 ]        |
|          | Ritratto di Massimiliano II d'Asburgo                                                            | c. 1580                           | olio su avorio                                                              | 12.7 × 9.7 cm            | Collezione privata                                                                      | Reca la seguente iscrizione: "Di mano / da Sofonisba / Anguisciola Cre / Monese / Dama Della Regina Isabella / di spagna moglie… / di filippo…". Il professor Marco Tanzi dell'Università del Salento ha suggerito di datare l'opera intorno al 1580, quando l'artista tornò dalla corte spagnola. Fu venduto all'asta (n.12) da Sotheby's a Parigi nel 2016 per 17.500 €                                       | [ 34 ]        |
|          | Doppio ritratto                                                                                  | Anni '80 del 1500 circa           | olio su tavola                                                              | 40 cm di diametro        | Allen Memorial Art Museum, Oberlin, Stati Uniti d'America                               | Sebbene l'iscrizione sul dipinto sia solo parzialmente leggibile, è sufficiente per indicare che l'opera raffigura probabilmente due bambini della famiglia Attavanti di Firenze. L'opera venne donata al museo statunitense nel 1961 dalla Fondazione Samuel H. Kress | [ 35 ]        |
|          | Sposalizio mistico di santa Caterina                                                             | 1588                              | olio su tela                                                                | 94 × 70 cm               | Museo di Belle Arti, Bilbao, Spagna                                                     | Firmato e datato. Il dipinto è stato riscoperto recentemente e si presenta in ottimo stato di conservazione. Rimase inedito sino al 2019 quando venne esposto ad una mostra svoltasi al Museo del Prado. Costituisce una straordinaria testimonianza della poco conosciuta produzione religiosa di Sofonisba Anguissola. Dipinto a Genova, è una copia pressoché fedele dell'omonima opera di Luca Cambiaso     | [ 36 ]        |
|          | Sacra Famiglia con Sant'Anna e San Giovannino                                                    | 1592                              | olio su tela                                                                | 125.7 × 110.5 cm         | Lowe Art Museum, Coral Gables, Stati Uniti d'America                                    | Fu solo dagli anni '80 del 1500 che Sofonisba Anguissola iniziò a dipingere opere religiose come questa e questo dipinto è uno di quei pochissimi pervenutaci dell'ultima fase della sua lunga e prolifica carriera. Entrò nelle collezioni del museo statunitense tramite la donazione di Mrs. Forbes Hawkes                                                                                                   | [ 37 ]        |
|          | Madonna allattante il Bambino                                                                    | 1598                              | olio su tela                                                                | 77 × 63.5 cm             | Museo di Belle Arti, Budapest, Ungheria                                                 | | [ 38 ]        |
|          | Ritratto della infanta Isabella Clara Eugenia                                                    | 1599                              | olio su tela                                                                | 194.5 × 110 cm           | Ambasciata di Spagna a Parigi, Francia                                                  | Sofonisba nel 1599 ritrasse l'infanta Isabella Clara Eugenia che, diretta a Bruxelles, sostò brevemente a Genova (il dipinto fu terminato dopo la ripartenza dell'Infanta). Forse era parte dei beni confiscati nel 1835 all'infante Sebastiano di Borbone. Di proprietà del Prado dal 1868, è ubicato all'Ambasciata di Spagna a Parigi (Francia)                                                              |               |
|          | Madonna col Bambino                                                                              | 1542–1623                         | olio su tela                                                                | 56.2 × 49.7 cm           | Statens Museum for Kunst, Copenaghen, Danimarca                                         | In passato questo dipinto era stato attribuito allo spagnolo Alonso Cano | [ 39 ]        |
|          | Ritratto di un uomo con sua figlia                                                               | 1542–1623                         | olio su tela                                                                | 60 × 48 cm               | Museo Nazionale, Varsavia, Polonia                                                      | | [ 40 ]        |
|          | Ritratto di giovane dama di profilo                                                              | tardo XVI secolo                  | olio su tela                                                                | 68.5 × 52.5 cm           | Ermitage, San Pietroburgo, Russia                                                       | Entrò all'Ermitage nel 1829, acquistato dalla collezione della Duchessa di Saint-Leu a Parigi | [ 41 ]        |
|          | Ritratto di giovane uomo                                                                         | XVI secolo (o inizio XVII secolo) | olio su tavola                                                              | 43.2 × 30.8 cm           | Detroit Institute of Arts, Detroit, Stati Uniti d'America                               | Entrò a far parte delle collezioni del museo statunitense nel 1968 come lascito di Mr. e Mrs. Lawrence P. Fisher | [ 42 ]        |
|          | Autoritratto                                                                                     | 1610                              |                                                                             |                          | Fondazione Gottfried Keller a Winterthur, Canton Zurigo, Svizzera                       | |               |